# Ostrov Země
Ostrov Země je první album brněnské progressive rockové skupiny Futurum. Vydáno bylo v roce 1984 (viz 1984 v hudbě) vydavatelstvím Panton.

## Popis alba a jeho historie
Futurum nedlouho po svém vzniku v roce 1983 a začátku koncertování počátkem roku 1984 již mělo zásobu rozličných vlastních skladeb a skupině bylo umožněno nahrání prvního alba. To se odehrálo během dubna a května 1984 v bratislavském studiu Na Kolibě.
Desku Ostrov Země tvoří celkem 10 skladeb, z nich poslední „Genese“ je instrumentální, k ostatním napsala texty básnířka Soňa Smetanová. Na skladbách se podíleli všiml čtyři tehdejší členové Futura, Dragoun, Morávek, Kopřiva i Seidl.

## Vydávání alba
Album Ostrov Země vyšlo ještě tentýž rok ve vydavatelství Panton. K vydání na CD došlo až v roce 2005 v rámci dvojdiskové kompilace Ostrov Země/Jedinečná šance, kterou vydal Jiří Vaněk. První samostatná edice CD Ostrov Země vznikla v roce 2009 u stejného vydavatele. Ta obsahuje stejné skladby jako předchozí komplet z roku 2005, album je tak doplněno bonusy.

## Seznam skladeb
1. „Spěch“ (Morávek/Smetanová) – 4:40
2. „Vyplouvám I“ (Dragoun/Smetanová) – 1:30
3. „Ostrov Země“ (Kopřiva/Smetanová) – 5:19
4. „Kámen tvář“ (Morávek/Smetanová) – 5:02
5. „Sluneční město“ (Seidl/Smetanová) – 6:05
6. „Stopy“ (Morávek/Smetanová) – 4:20
7. „Hledání“ (Seidl/Smetanová) – 5:15
8. „Oblouk“ (Seidl/Smetanová) – 7:07
9. „Vyplouvám II“ (Dragoun/Smetanová) – 1:18
10. „Genese“ (Kopřiva) – 4:15

Reedice z roku 2009 má následující tracklist:
1. „Juliet“ (Dragoun/Smetanová) – 4:37
2. „Po kapkách“ (Dragoun/Smetanová) – 4:32
Singl „Juliet“ (1984)
3. „Superměsto“ (Kopřiva/Smetanová) – 3:51
4. „Zóny lidí“ (Dragoun/Smetanová) – 3:19
Singl „Superměsto“ (1984)
5. – 14. skladby z alba Ostrov Země
6. „Juliet“ (Dragoun/Smetanová) – 9:18
7. „Oblouk“ (Seidl/Smetanová) – 9:04
Skladby nahrané na koncertě 17. března 1984 v Brně

## Obsazení
- Futurum
  - Miloš Morávek – elektrická kytara, kytarový syntezátor
  - Emil Kopřiva – elektrická kytara, baskytara, vokály
  - Roman Dragoun – klávesy, baskytara, kytara, perkuse, zpěv
  - Jan Seidl – bicí, perkuse